# Chaetocnema cupreata
Chaetocnema cupreata (лат.) — вид жуков-листоедов рода Chaetocnema трибы земляные блошки из подсемейства козявок (Galerucinae, Chrysomelidae).

## Распространение
Встречаются в Юго-восточной Азии (Вьетнам).

## Описание
Длина около 3,5 мм. От близких видов (Chaetocnema concinnicollis, Chaetocnema merguiensis) отличается комбинацией следующих признаков: крупным телом, короткими усиками и цветом. Переднеспинка и надкрылья с голубоватым металлическим отливом. Голова и дорзум тонко сетчатые. Фронтолатеральная борозда отсутствует. Антенномеры усиков желтовато-коричневые и коричневые (А1-11), ноги красновато-коричневые. Голова гипогнатная (ротовые органы направлены вниз). Надкрылья покрыты несколькими рядами (6—8) многочисленных мелких точек — пунктур. Бока надкрылий выпуклые. Второй и третий вентриты слиты. Средние и задние голени с выемкой на наружной стороне перед вершиной. Переднеспинка без базальной бороздки, но есть два продольных вдавления. Вид был впервые описан в 1934 году китайским энтомологом Shee-ming Chen по материалам из Вьетнама, а его валидный статус был подтверждён в ходе ревизии, проведённой в 2019 году в ходе ревизии ориентальной фауны рода Chaetocnema, которую провели энтомологи Александр Константинов (Systematic Entomology Laboratory, USDA, c/o Smithsonian Institution, National Museum of Natural History, Вашингтон, США) и его коллеги из Китая (Ruan Y., Yang X., Zhang M.) и Индии (Prathapan K. D.). Кормовые растения из семейства злаки (Poaceae).